# Costa de Ningaloo
La Costa de Ningaloo es una franja de arrecife de coral ubicado frente a la costa oeste de Australia, aproximadamente 1200 km al norte de Perth. El arrecife es de 260 km de largo y es el mayor arrecife de coral de Australia y la franja el único arrecife de gran colocado muy cerca de una masa de tierra. 
Es conocida por sus concentraciones de alimentos estacionales del tiburón ballena, y el debate que rodea a la conservación de su desarrollo turístico potencial. En 1987, el arrecife y las aguas circundantes fueron designados como Parque Marino Ningaloo.
En 2011, el arrecife y sus alrededores fue nombrado Patrimonio de la Humanidad por la Unesco.

## Especies del Arrecife Ningaloo
Aunque más famoso por sus tiburones ballena que se alimentan allí durante marzo a junio, el arrecife también es rico en vida marina, corales y otros. Durante los meses de invierno, el arrecife es parte de las rutas migratorias de los delfines, dugongos, mantarrayas y ballenas jorobadas.
Las playas de los arrecifes son un caldo de cultivo importante de la tortuga boba, las tortugas verdes y carey. También dependen de los arrecifes para la anidación y alimentación. El Ningaloo comporta una gran cantidad de peces (500 especies), corales (300 especies), moluscos (600 especies) y de invertebrados, además de muchas otras especies marinas. El arrecife está a menos de medio kilómetro de la costa en algunas áreas, como la Bahía de Coral.
En 2006, investigadores del Instituto Australiano de Ciencias Marinas descubrieron en el parque marino más profundo de los jardines de las aguas del esponjas que se cree que son especies completamente nuevas para la ciencia.

## Conservación de la controversia
En la década de 2000 hubo una gran controversia acerca de la propuesta de construcción de un centro turístico en una zona llamada Landing Mauds, que era un motivo importante de anidación de la tortuga boba. También se temía que el complejo en general, sería degradante para el parque marino entero.
El local autor Tim Winton se oponía en particular para el desarrollo, y habló públicamente en contra de ella. En el año 2002, cuando ganó el Premio del Premier de WA libro, donó el dinero del premio 25.000 dólares para la campaña de la comunidad para salvar el arrecife. En última instancia, el recurso previsto no salió adelante. Sin embargo, los desarrolladores continúan teniendo interés en la zona.

## Grupo de Investigación Cooperativa
El Cluster de Colaboración Ningaloo es un importante proyecto de investigación que se inició en la región en 2007. Es parte de la nave insignia del CSIRO Iniciativa de Investigación sobre la colaboración del Fondo. El proyecto involucra a investigadores de la CSIRO, Turismo Sostenible Centro de Investigación Cooperativa y una serie de universidades de Australia, incluyendo la Universidad Curtin de Tecnología de la Universidad Murdoch, de la Universidad de Australia Occidental, la Universidad Nacional Australiana y la Universidad de Queensland. El proyecto va a entregar un modelo dinámico de Ningaloo la incorporación de las implicaciones socioeconómicas y ambientales de carga de la actividad humana en la región que puede ser integrado con un modelo ecológico de la región con el objetivo final de las herramientas de planificación de desarrollo y modelos de gestión para asegurar el uso sostenible de la región.
El estudio consistirá en la recogida y tratamiento de los datos socioeconómicos de los turistas y las comunidades de acogida de Exmouth, la Bahía de Coral y Carnarvon. También implicará la recopilación de datos relativos a la carga ambiental de la actividad humana, incluyendo el uso de los recursos naturales, la generación de residuos, la contaminación, el impacto visual y los impactos sobre la flora y la fauna.
El proyecto será interactivo, y contará con las principales partes interesadas en la región. Estos grupos de interés se incluyen el Departamento de Medio Ambiente y Conservación (DEC), Shires de Carnarvon y Exmouth, las organizaciones locales de turismo y Turismo WA, Gascoyne Comisión para el Desarrollo, Departamento de Agua y Medio Ambiente, los investigadores de la riqueza de los océanos y los proyectos de Ningaloo, Cámaras de Comercio del Departamento de Energía y Recursos, Departamento de Pesca, Departamento de Planificación e Infraestructuras, Ningaloo el Desarrollo Sostenible del Comité y de Ningaloo Oficina de Desarrollo Sostenible, Yamatji la tierra y los representantes de Mar del Consejo, y la comunidad investigadora Ningaloo junto con otros miembros de la agrupación de proyectos y el proyecto del Estado de Ningaloo . El proyecto también participarán los planificadores y administradores en la región para examinar el desarrollo del turismo y la gestión.